# Kościół Wniebowzięcia Najświętszej Maryi Panny w Ćmielowie
Kościół pw. Wniebowzięcia Najświętszej Maryi Panny w Ćmielowie – parafialny kościół rzymskokatolicki znajdujący się w diecezji sandomierskiej w dekanacie Ożarów.
Ćmielowska świątynia została wybudowana według różnych źródeł pod koniec XIII lub na początku XIV wieku. Na przestrzeni wieków była kilkakrotnie przebudowywana, przez co trudno jednoznacznie określić styl architektoniczny kościoła, który posiada sylwetkę późnogotycką z wystrojem o okresu baroku i rokoka. Świątynia znajduje się przy ul. Ostrowieckiej 36 na skraju zabudowy miejskiej, ok. 400 m na zachód od Rynku, przy drodze do Ostrowca Świętokrzyskiego (po lewej stronie jadąc od strony naprzeciwko Zakładów Porcelany Ćmielów).

## Historia
Kościół w Ćmielowie został zbudowany najprawdopodobniej w początkach XIV wieku, choć według ks. Jana Wiśniewskiego pierwotnie świątynia mogła powstać już w końcu XIII stulecia. Rok 1313 jako datę budowy kościoła podaje również inwentarz z XVIII wieku. Pierwotnie był zbudowany w styku gotyckim, jednakże w początkach XVI wieku przeszedł gruntowny remont za sprawą ówczesnego właściciela Ćmielowa Mikołaja Szydłowieckiego, otrzymując renesansowy wystrój. W połowie XVI wieku świątynia została przejęta przez braci polskich na fali przetaczającej się przez kraj reformacji. Po odzyskaniu kościoła przez katolików przechodził wiele zmian architektonicznych z których w dniu dzisiejszym zachował się jednonawowy późnogotycki korpus i prezbiterium o wyjątkowo ostrych szczytach przykrytych dwuspadowymi dachami o oryginalnej konstrukcji. Na dachu nawy późnobarokowa sygnaturka z połowy XVIII wieku. Na przedłużeniu prezbiterium umieszczona została sklepiona kolebkowo zakrystia wraz z przedsionkiem z 1880 roku.

## Wnętrze kościoła

### Nawa główna i prezbiterium

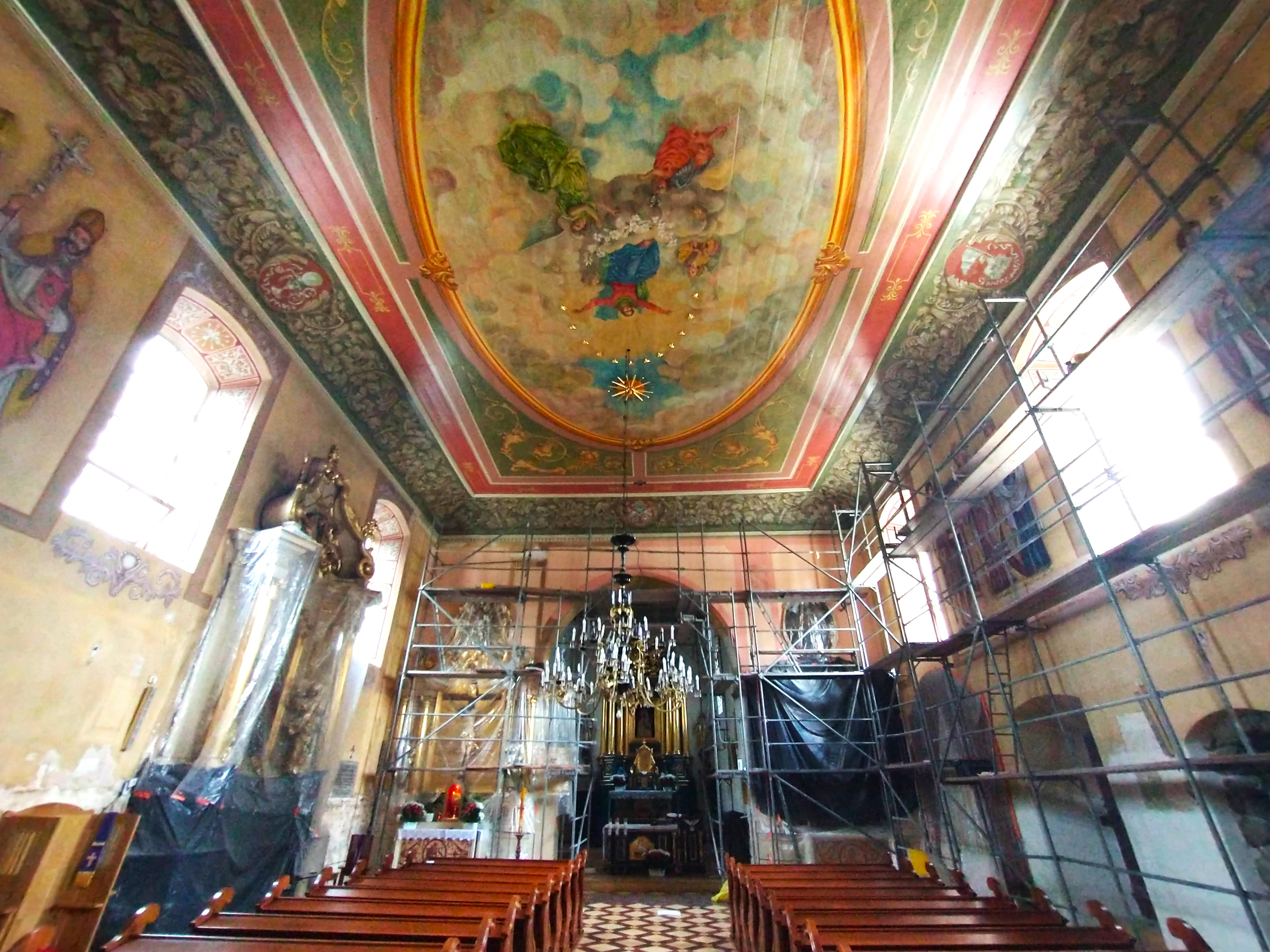
Wnętrze kościoła

Wnętrze kościoła pochodzi z okresu baroku i rokoka. Zamiast typowych sklepień świątynia posiada w nawie drewniany strop z połowy XVIII wieku, pokryty malowidłami obrazującymi tajemnice różańcowe, dwóch aniołów oraz winorośl. Wnętrze prezbiterium nakryte stropem kasetowym, polichromowanym z początku wieku XIX. Ambona rokokowa, chrzcielnica kamienna barokowa z I połowy XVIII wieku.

### Ołtarze
Ołtarz główny, późnobarokowy około 1692 roku, a w nim obraz łaskami słynący Matki Bożej Pocieszenia z końca wieku XVII, sprowadzony przez ks. Jana Celejowskiego. Na zasłonie znajduje się drugi obraz przedstawiający św. Stanisława Kostkę. Po obu stronach ołtarza stoją rzeźby Jana Chrzciciela i Kazimierza, królewicza polskiego.
Dwa ołtarze boczne poświęcone zostały w 1768 roku. W lewym ołtarzu Trójcy Świętej (albo Męki Pańskiej) Pan Jezus na krzyżu – rzeźba włoska, późnobarokowa z początku XVIII wieku na tle płaskorzeźby Jerozolimy, ufundowana przez ówczesnego proboszcza ks. Antonio Galanganiego. W prawym ołtarzu obraz Św. Anny Samotrzeć, a nad nim obraz Przemienienia Pańskiego.
Trzeci ołtarz boczny (oparty o północną ścianę świątyni) Najświętszego Serce Pana Jezusa (albo św. Antoniego) z obrazem Serca Jezusowego, a także relikwiarzem.

### Pozostałe wyposażenie
- Ambona rokokowa
- Chrzcielnica kamienna, barokowa I połowy XVIII wieku
- Organy
- Konfesjonały
- Zewnętrzne i wewnętrzne tablice epitafijne oraz pamiątkowe[2][3].

## Otoczenie kościoła
W skład zabytkowego kompleksu kościelnego wchodzi także otoczony murem plac kościelny będący w przeszłości cmentarzem. Na tym terenie znajduje się dzwonnica z połowy wieku XVIII wraz z trzema dzwonami oraz zegarem, składzik z 1910 roku oraz kostnica z 1770 roku. Zasługującymi na uwagę są także kamienne pomniki oraz tablice epitafijne.

## Remonty i konserwacje
Kościół malowany w 1963 roku, restaurowany w 1972, oraz w 1987 pokryty nową blachą ocynkowaną. W 1989 roku wymieniona została instalacja elektryczna. W latach 1993–2002 położono nowe tynki na kościele, pomalowano elewację i wnętrze kościoła, a także dokonano gruntownej konserwacji wszystkich ołtarzy i organów.

## Galeria

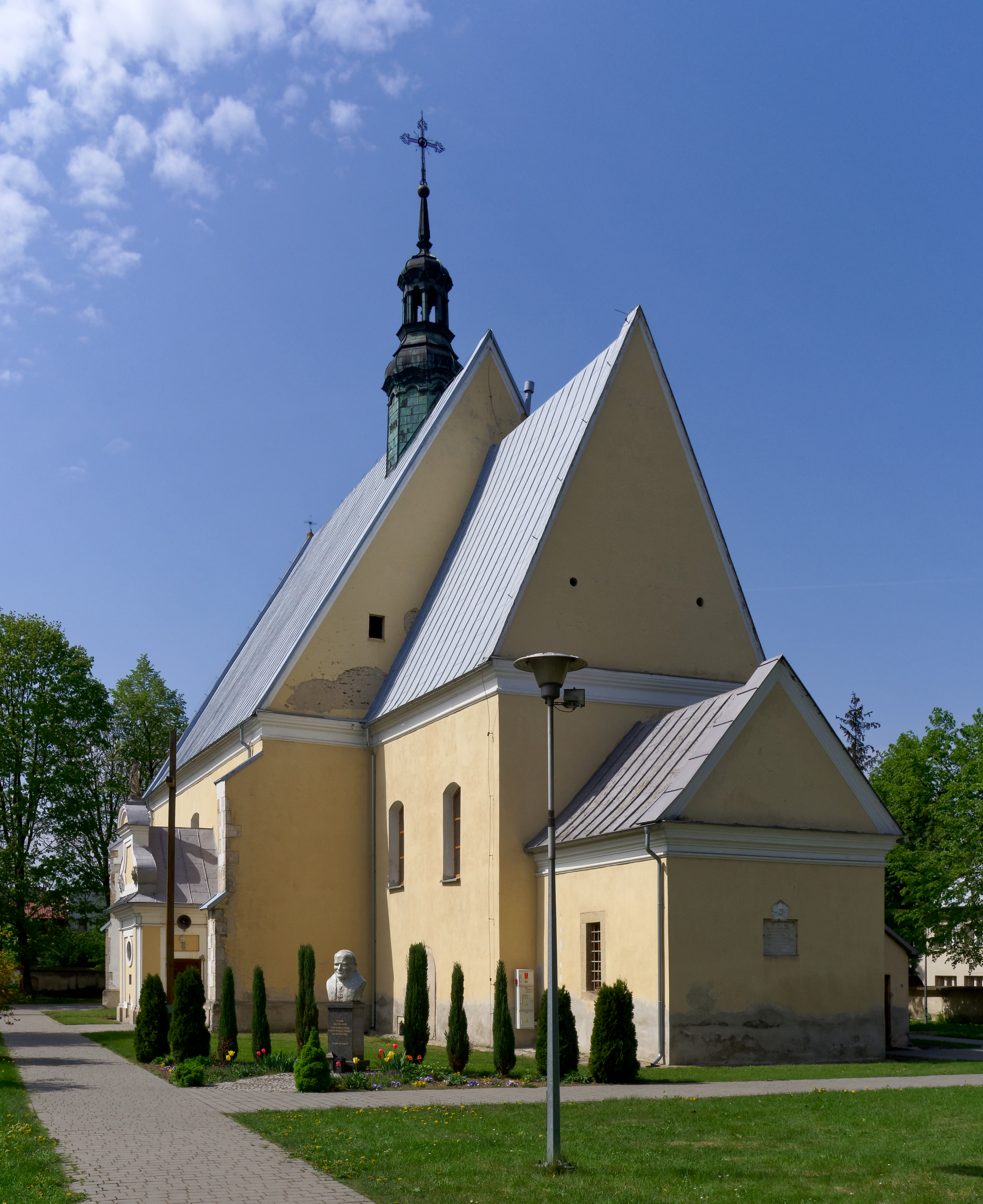
Widok przed renowacją (2018)
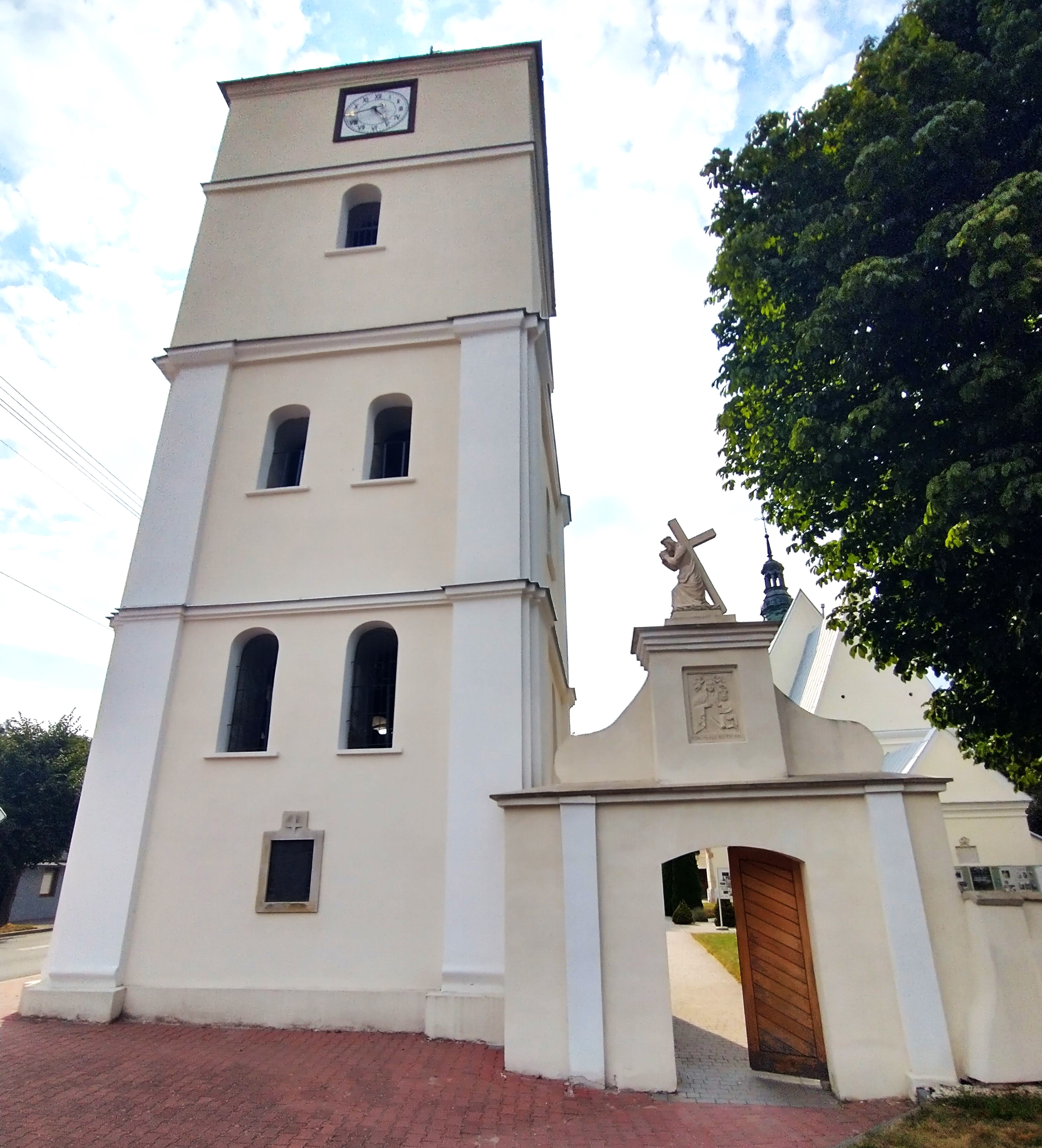
Dzwonnica i brama
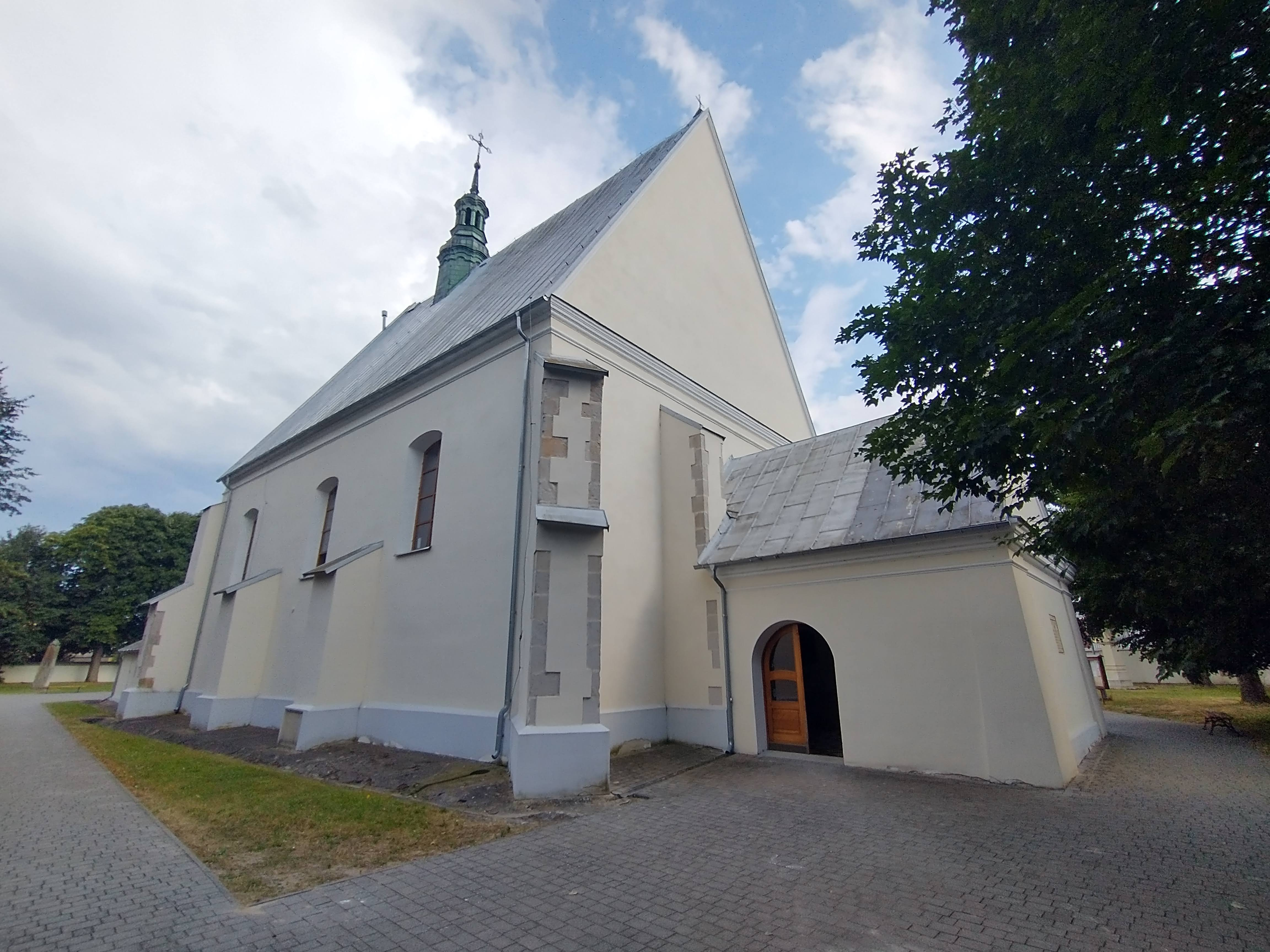
Widok od prezbiterium